# Uruoca
Uruoca is een gemeente in de Braziliaanse deelstaat Ceará. De gemeente telt 13.820 inwoners (schatting 2009).
De gemeente grenst aan Martinópole, Granja, Senador Sá, en Moraújo.